# Мотульский, Роман Степанович
Роман Степанович Мотульский (род. 16 августа 1961, Новосельцы, Львовская область) — белорусский библиотековед, заслуженный деятель культуры Республики Беларусь (2013), доктор педагогических наук, профессор. В 2003—2021 годах являлся директором Национальной библиотеки Беларуси.

## Биография
Роман Мотульский родился 16 августа 1961 года в селе Новосельцы Львовской области. Решил стать библиотекарем по примеру отца Степана Фёдоровича.
В 1979 году закончил библиотечное отделение Самборского культурно-просветительного училища, а 1983 году — факультет библиотековедения и библиографии Минского института культуры. После этого был направлен для работы в Государственную библиотеку БССР имени В. И. Ленина, куда вернулся после службы в Советской Армии (1983—1985). Работал библиотекарем, старшим библиотекарем Государственной библиотеки БССР им. В. И. Ленина, с 1988 года заведующим библиотечным отделом Минского института культуры. В 1988—1991 годах был аспирантом Московского государственного института культуры. С 1991 года — преподаватель, с 1993 года — старший преподаватель, а с 1998 года — доцент кафедры библиотековедения Белорусского государственного университета культуры. В 1998—2003 годах — декан факультета библиотечных и информационных систем Белорусского государственного университета культуры. С 2003 года — директор Национальной библиотеки Беларуси. В 2011 году окончил Академию управления при Президенте Республики Беларусь по специальности «Государственное управление и идеология».
Председатель общества «Беларусь—Украина», член правления «Белорусского общества дружбы и культурных связей с зарубежными странами». Исполнительный член общественного объединения «Международная академия информатизации», член-корреспондент Международной Кирилло-Мефодиевской академии славянского просвещения. Президент некоммерческого партнёрства «Библиотечная Ассамблея Евразии» (2007—2011).
Женат, имеет двоих детей, работающих в информационной сфере. Помимо родного украинского, владеет белорусским, русским и немецким языками. Хобби — коллекционирование фильмов по библейским сюжетам.

## Научно-исследовательская деятельность
Роман Мотульский является автором более чем 400 различных научных, учебных, справочных и методических публикаций и учебных пособий в библиотечно-информационной области.

## Награды и звания
Мотульский является обладателем почётных званий «Заслуженный деятель культуры Республики Беларусь» (2013) и «Минчанин года» в области культуры с дипломом и нагрудным знаком (2009); более 30 дипломов и благодарственных писем, в том числе дипломы Белорусской библиотечной ассоциации (2011), Академии управления при Президенте Республики Беларусь (2011), Комитета государственной безопасности Республики Беларусь (2011), Национального собрания Республики Беларусь (2007), Министерства внутренних дел Республики Беларусь (2017), Синода Белорусской православной церкви (2013), Национальной академии наук Беларуси (2007), Министерства культуры Республики Беларусь (2000), Минского горисполкома (2011), Министерства обороны Республики Беларусь (2004, 2006, 2010).
Награждён орденом «Крылатого льва» за выдающиеся заслуги в деле возрождения Отечества (2015), орденом святителя Кирилла Туровского II степени БПЦ (2013); медалью «За трудовые заслуги» за значительный личный вклад в строительство Национальной библиотеки Беларуси (2008); юбилейными медалями «100 лет органам пограничной службы Беларуси» (2018), «20 лет Институту пограничной службы» (2013), «25 лет независимости Украины» (2016), «90 лет на страже границы» за важный вклад в обеспечение пограничной безопасности Республики Беларусь (2008), «65 лет Победы в Великой Отечественной войне» (2010), «65 лет освобождения Республики Беларусь от немецко-фашистских захватчиков» (2009), «В память 100-летия восстановления Патриаршества в Русской Православной Церкви» (2017); памятными медалями Союзного государства «За сотрудничество» (2009) и «10 лет подписания Договора о создании Союзного государства» (2010).
Имеет нагрудные знаки Белорусского фонда культуры «Рупліўцу. Стваральніку» (2017), Министерства культуры Республики Беларусь «За вклад в развитие культуры Беларуси» (2011), Министерства внутренних дел Республики Беларусь «За содействие» (2013), Совета Межпарламентской ассамблеи СНГ «За заслуги в развитии культуры и искусства» (2014), Министерства иностранных дел Украины «За активное участие в построении двусторонних украинско-белорусских отношений и по случаю 20-летия восстановления дипломатических отношений между Украиной и Республикой Беларусь» III степени (2011), «Почётный архивист Беларуси» (2012).